# 圣艾蒂安达尔巴尼昂
圣艾蒂安-达尔巴尼昂（法語：Saint-Étienne-d'Albagnan，法語發音：[sɛ̃.t‿etjɛn dalbaɲɑ̃]）是法国埃罗省的一个市镇，位于该省西部，属于贝济耶区。

## 地理
圣艾蒂安-达尔巴尼昂（43°31'54"N, 2°51'23"E）面积22.7 平方千米，位于法国奧克西塔尼大區埃罗省。该省份为法国南部沿海省份，南濒地中海，西南接奥德省，西北接塔恩省和阿韦龙省，东北与加尔省接壤。
与圣艾蒂安-达尔巴尼昂接壤的市镇（或旧市镇、城区）包括：贝尔卢、费里耶尔普萨鲁、阿古河畔弗赖斯、奥拉尔格、普雷米扬、里奥尔斯、圣樊尚多拉尔格。
圣艾蒂安-达尔巴尼昂的时区为UTC+01:00、UTC+02:00（夏令时）。

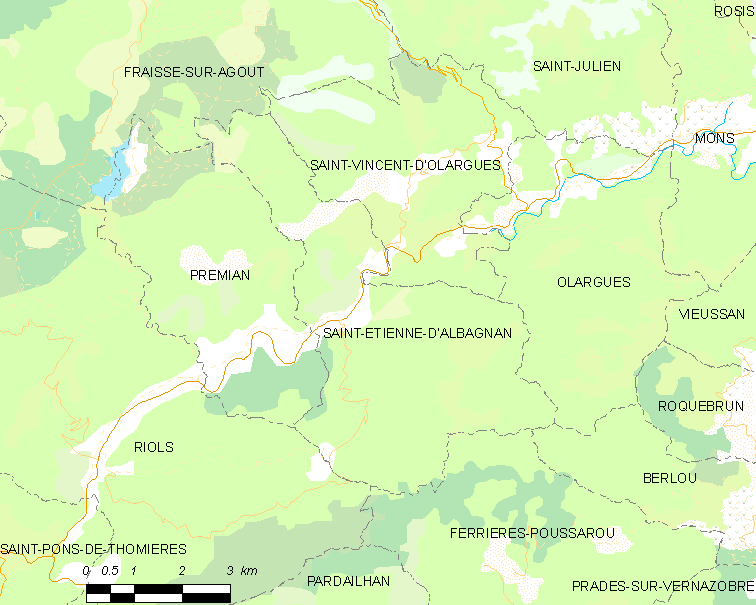
圣艾蒂安-达尔巴尼昂的OSM定位图

## 行政
圣艾蒂安-达尔巴尼昂的邮政编码为34390，INSEE市镇编码为34250。

## 政治
圣艾蒂安-达尔巴尼昂所属的省级选区为圣庞斯德托米耶尔县。

## 人口

1962-2008年间圣艾蒂安-达尔巴尼昂人口变化图示

圣艾蒂安-达尔巴尼昂于2022年1月1日时的人口数量为301人。